# Helen Chadwick
Helen Chadwick (18 de mayo de 1953-15 de marzo de 1996) fue una escultora, fotógrafa y artista de instalaciones británica. En 1987, se convirtió en una de las primeras mujeres artistas en ser nominada al Premio Turner. Chadwick era conocida por "desafiar las percepciones estereotipadas del cuerpo con formas elegantes y poco convencionales. Su obra se inspira en diversas fuentes, desde los mitos hasta la ciencia, lidiando con una plétora de materiales viscerales no convencionales como chocolate, lenguas de cordero y materia vegetal en descomposición. Su hábil uso de métodos de fabricación tradicionales y tecnologías sofisticadas transforma estos materiales inusuales en instalaciones complejas. Maureen Paley señaló que "Helen hablaba siempre de la artesanía, como fuente constante de información". Las oposiciones binarias fueron un tema importante en la obra de Chadwick; seductor/repulsivo, masculino/femenino, orgánico/sintético. Sus combinaciones "enfatizan pero al mismo tiempo disuelven los contrastes entre ellos". Sus representaciones de género forjan un sentido de ambigüedad y una sexualidad inquietante que desdibuja los límites de nosotros mismos como seres singulares y estables.” 

## Formación
Helen Chadwick nació el 18 de mayo de 1953 en Croydon, Inglaterra. Su madre era una refugiada griega y su padre había nacido en el este de Londres. Sus padres se conocieron durante la Segunda Guerra Mundial en Atenas, Grecia, y se trasladaron a vivir a Croydon en 1946. Tras dejar la escuela secundaria de Croydon, Chadwick se matriculó en un curso básico de bellas artes en el Croydon College, y luego pasó a estudiar en el Brighton Polytechnic (1973-1976). Según ella: "Los medios tradicionales nunca fueron lo suficientemente dinámicos... desde el principio en la escuela de arte, quería utilizar el cuerpo para crear un conjunto de interrelaciones con la audiencia". En su programa de grado, Domestic Sanitation (1976), ella y otras tres mujeres, 'vestían' trajes de látex pintados directamente sobre la piel, participando así en una ronda feminista satírica de limpieza y arreglo personal. En 1976, Chadwick se trasladó a Hackney y se matriculó en un curso de maestría en el Chelsea College of Art (1976-77). En 1977, ella y dos docenas de artistas más se trasladaron a Beck Road, Hackney, una franja doble de terrazas victorianas que estaba destinada a ser demolida. Después de okuparlas durante dos años, persuadieron a la Autoridad de Educación del Interior de Londres para alquilar las casas, en lugar de demolerlas. Beck Road se convirtió en una colmena de estudios caseros cuyos residentes incluían a Maureen Paley, Ray Walker y Genesis P-Orridge.

## Trayectoria

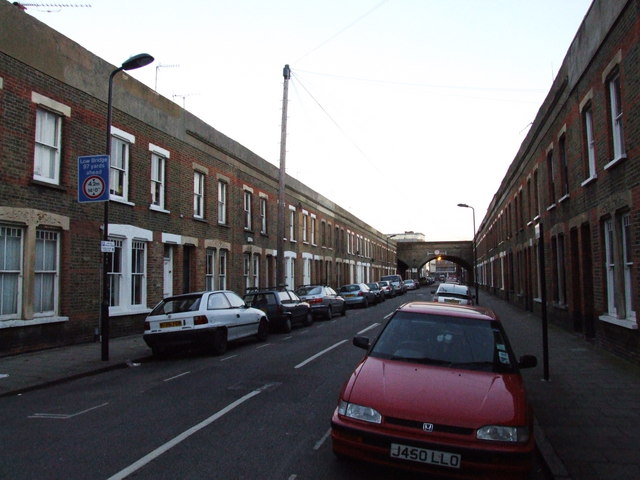
Beck Road, Hackney, donde vivía Chadwick

Chadwick comenzó a exponer regularmente desde 1977, construyendo gradualmente su reputación como artista. Su ascenso a la esfera pública estuvo marcado por la inclusión de su obra Ego Geometria Sum (1983) en una exposición colectiva titulada Summer Show I en el Serpentine. En 1985 comenzó una carrera docente activa como profesora invitada en varias escuelas de arte de Londres. Sus puestos en Goldsmiths (1985-90), Chelsea College of Arts, Londres (1985-95), Central Saint Martins, Londres (1987-95) y Royal College of Art (1990-94) garantizaron una importante influencia sobre el arte británico contemporáneo a finales de los 80 y los 90, específicamente sobre los Young British  Artists.
La obra de Chadwick que la hizo famosa fue Of Mutability (1984-86), una gran instalación mezcla de escultura y fotografía, en el Instituto de Arte Contemporáneo de Londres. Esta exposición que recorrió varios lugares de Inglaterra, Escocia y Suiza, fue nominada para el Premio Turner en 1987. Este fue el primer año en que las mujeres fueron nominadas para el premio de arte contemporáneo más prestigioso de Gran Bretaña.
En 1990, Chadwick fue invitada a exponer en un festival de fotografía en Houston, Texas, donde conoció a un artista local, David Notarius. Al año siguiente se trasladó a Beck Road y se casaron.
En el verano de 1994, se inauguró la exposición Effluvia de Chadwick en el Serpentine de Londres. Esta exposición marcó el punto culminante y de revelación de Chadwick, con una amplia atención crítica y cobertura de la prensa nacional. La exposición fue vista por 54.000 visitantes, rompiendo el récord de la galería. En 1995, Chadwick hizo su primera exposición individual en los Estados Unidos, en el Museo de Arte Moderno de Nueva York, titulada Helen Chadwick: Bad Blooms. En 1995, realizó una residencia artística en la unidad de concepción asistida del King's College Hospital de Londres, fotografiando embriones de FIV rechazados para su implantación.[11] Usó las fotos en Unnatural Selection, una serie en la que estaba trabajando cuando murió. El trabajo de Chadwick está incluido en las colecciones del Victoria and Albert Museum, The Tate y el Museo de Arte Moderno .

## Representación de género
En sus primera obras Chadwick utilizaba su forma desnuda, cuestionando la representación del cuerpo femenino y abordando lo que ella denominó "el asunto del cuerpo femenino como un lugar de deseo", en un intento de complejizar la objetivación pasiva convencional de las mujeres. Acerca de esa búsqueda, expresó:

Estaba buscando un vocabulario para el deseo donde yo era el sujeto, el objeto y la autora [...] Sentí que al asumir directamente todos estos papeles, se rompía la situación normal en la que el espectador operaba como una especie de mirón.

 En su actuación de posgrado Domestic Sanitation (1976) intentó resaltar la distinción entre desnudez y despojo. Sus intérpretes usaban otra piel de látex para cubrir su piel sugiriendo la imposición de una feminidad idealizada mientras realizaban actividades femeninas estereotipadas.
Muchos críticos, incluidos antiguos  colegas feministas, concluyeron que reforzaba los estereotipos que pretendía subvertir. Al igual que otras mujeres artistas que reclamaban sus cuerpos a través de su práctica artística, fue acusada de narcisismo femenino regresivo. Chadwick declaró: “me decepciona que se utilice un falso racionalismo como vara de medir lo que estoy haciendo cuando busco cruzar los tabúes que se han instigado. Odio que me pongan como ejemplo del trabajo negativo femenino". En 1988, Chadwick tomó una decisión consciente de "...no representar mi cuerpo (...) declara inmediatamente el género femenino y yo quería ser más hábil". Su práctica se trasladó entonces al  interior del cuerpo a la carne en sus Meat Abstracts (1989) y Meat Lamps (1989-91) y a los excrementos corporales en Piss Flowers (1991-92). Chadwick comentó: "Me sentí obligada a usar materiales que siguieran siendo corporales, que siguieran siendo una especie de autorretrato, pero que no se basaran en la representación de mi propio cuerpo." 
A lo largo de su carrera, las preocupaciones de Chadwick por la representación del género pasaron de la cosificación de las mujeres a un examen más profundo de lo que el género significa. Trabajando en una época rodeada de debates en torno a la construcción cultural del género, su obra se vio alimentada por los escritos de Julia Kristeva y Michel Foucault. A menudo citaba a Herculine Barbin, una hermafrodita del siglo XIX, cuyas memorias fueron descubiertas e impresas por Foucault en 1980. Chadwick comentó: "¿Por qué nos sentimos obligados a leer el género y automáticamente deseamos sexar el cuerpo que tenemos delante para poder orientar nuestro deseo y así obtener placer o rechazar lo que vemos?"  En Piss Flowers (1991-1992) Chadwick cuestiona la singularidad y la especificidad del género a través de una inversión de los roles establecidos. Chadwick elaboró su interés en la deconstrucción binaria de género en una conferencia que dio en 1991: "en el lenguaje, las estructuras duales se definen como opuestas: donde tenemos un yo, debe haber otro; el género es masculino o femenino, y lo más problemático y absurdo de todo es la división entre la mente y el cuerpo".

## Obras

### Ego Geometria Sum (1983)
Ego Geometria Sum es un intento de recorrer el propio cuerpo "a través de una sucesión de figuras geométricas sólidas". La obra consta de diez esculturas de madera contrachapada que reflejan la masa del cuerpo de la artista en una sucesión de edades, desde el nacimiento prematuro hasta la madurez de los 30 años. Cada escultura toma la forma de un objeto que simboliza esa edad, por ejemplo una incubadora o un cochecito. La artista en sus cuadernos describía las formas como "objetos que: a) me contenían, b) (re)orientaban y c) me moldeaban y daban forma". La obra está impresa con imágenes del objeto, lugares que se relacionan con él y la forma desnuda de Chadwick, que se ajusta a la forma de las esculturas. Aunque se trata de una obra autobiográfica, la artista no muestra su rostro con el fin de enfatizar así una cualidad universal. La superposición y yuxtaposición de imágenes habla de la conexión entre el yo y el mundo. Las notas de la artista en esta época sugieren que la obra era un intento de "retroceder en la memoria hasta el origen de los síntomas" de una sensación de la alienación que sentía. En ella intenta liberar al ego de los traumas del pasado.
Las fotografías que acompañan a esta instalación titulada The Labors IX, muestran a la artista desnuda mientras levanta cada una de las esculturas. El título hace referencia a los míticos trabajos a los que es condenado Hércules tras matar a sus propios hijos en un ataque de ira. El uso que hace Chadwick de él sugiere que intentar encapsular la historia personal es una tarea hercúlea que requiere gran fuerza y coraje.

### Loop My Loop (1991)
Loop My Loop es una fotografía en cibachrome retroiluminada de un cabello rubio entrelazado con los intestinos de un cerdo. Los mechones dorados significan pureza y amor anudados con los intestinos, lo que significa el lado crudo y animal de la naturaleza humana. Esta obra tiene vínculos con las ideas de Georges Bataille,  figura intelectual y literaria francesa que trabajó en campos como la antropología, la sociología y la historia del arte. Loop My Loop es similar a su trabajo de 1990, titulado Nostalgie de la Boue. En esta obra se colgaban dos transparencias cibachromadas redondeadas una encima de la otra. La de arriba contenía un anillo de lombrices de tierra, mientras que la de abajo representaba el cuero cabelludo de alguien con el centro implosionando. Ambas imágenes parecen similares, pero al colocar los gusanos sobre el cuero cabelludo humano, ya no se mantiene la distinción que sostiene al humano sobre el animal.

### Piss Flowers  (1991-1992)

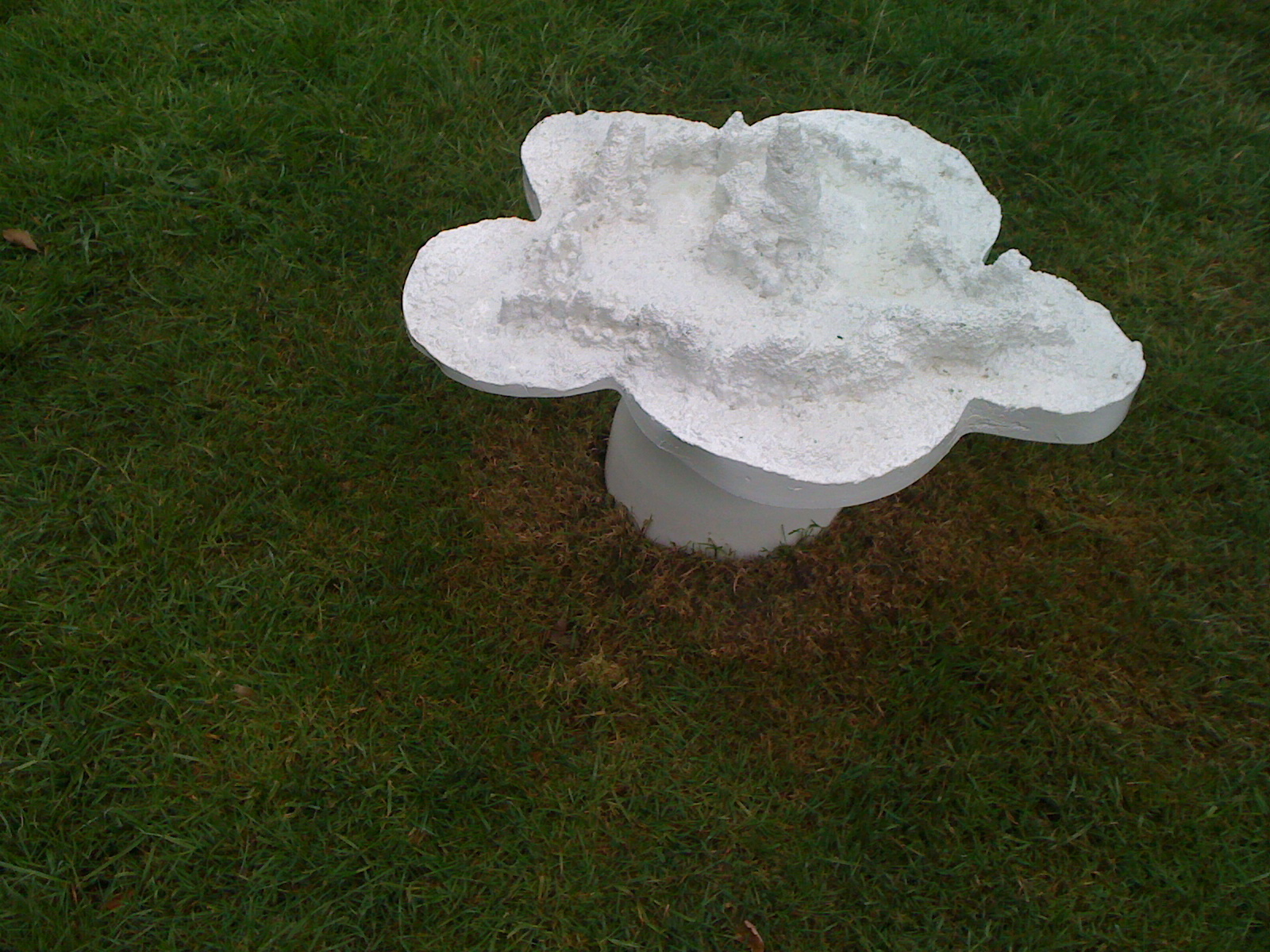
Piss Flowers, Helen Chadwick

Piss Flowers es una obra compuesta por doce esculturas que Chadwick realizó durante una residencia en el Banff Center for the Arts de Alberta, Canadá, en febrero de 1991. Durante su estancia, ella y su pareja, David Notarius, viajaron a diferentes lugares en los que hacían montículos de nieve y colocaban un cortador de metal en forma de flor. Luego se turnaban para orinar en la nieve y vertían yeso en las cavidades creadas. Estos moldes estaban unidos a unos pedestales que se basaban en un bulbo de jacinto. Después  todo esto era fundido en bronce y esmaltado en blanco. Las obras son el resultado de su contacto físico con el lugar, conservando un impacto directo de la realidad. Chadwick describe las flores como una "concepción metafísica de la unión de dos personas que se expresan corporalmente". La obra utiliza el placer del tabú; elevando el medio de la orina que generalmente se considera contaminante y marginal de una forma dinámica y lúdica. "Puede haber sido una travesura orinar en la nieve, pero fue un trabajo muy duro acabar con los 12 bronces", recordaba Chadwick. "Piss Flowers me llevó dos años, en gran parte porque tuve que encontrar 12.000 libras para hacerlas". La artista se "vendió" a hacer un programa sobre Frida Kahlo para la BBC con el fin de financiar la obra.
El uso de una flor como molde fue significativo para Chadwick porque los órganos reproductores de las plantas son bisexuales ya que contienen órganos sexuales masculinos y femeninos. El flujo de orina de la mujer es fuerte y caliente, lo que da lugar a una forma de pene central; la del hombre es difusa y más fresca, y crea la circunferencia labial. Chadwick juega con la diferencia sexual, invirtiendo los roles de género y provocando incertidumbre sobre la singularidad y especificidad del género. Piss Flowers "sintetiza la diferencia sexual a través del juego erótico tanto de su creación como de sus formas".

## Exposiciones

### Of Mutability (1986)
Of Mutability fue la primera gran exposición individual de Chadwick, celebrada en el Instituto de Arte Contemporáneo en 1986. Chadwick utilizó el carácter ceremonial de las elegantes salas neoclásicas de las galerías superiores para albergar una instalación compuesta por varias obras de arte autónomas. Una de las salas era el centro de la exposición y tomó el nombre de The Oval Court (1984-86), una plataforma ovoide que se encontraba en el centro del espacio. La plataforma presenta un collage de doce partes de fotocopias A4 en tonos azules hechas directamente de la forma desnuda de la artista, animales muertos, plantas y telas suspendidas en una piscina ovoide. La obra habla de la naturaleza muerta, evocando la tradición de la vanitas en sus sutiles representaciones de la fugacidad de las cosas de las que nos rodeamos.
Doce figuras, según las notas de la artista, representan las "12 puertas del paraíso", donde ella alcanza "la unidad con todos los seres vivos". Cinco esferas doradas descansan sobre la plataforma, correspondientes a la colocación de los dedos de una enorme mano, aludiendo al toque de lo divino. En las paredes de esta sala había fotografías de la artista llorando, un espejo de cristal veneciano e impresiones de dibujos digitales de las columnas barrocas del baldaquino de San Pedro en Roma. El uso que hace Chadwick de su propio cuerpo invoca el apego del ser humano al mundo, sugiriendo que el concepto de sí mismo está infinitamente sujeto a cambios.
La segunda sala albergaba Carcass (1986), una torre de cristal de dos metros de altura con materia vegetal en descomposición que se mueve y vive. Con el tiempo comienza a compostarse, generando nuevos organismos por lo que Chadwick tuvo que rellenarla diariamente para mantener sus niveles. Durante la exposición apareció una pequeña fuga en la torre y, en estado de pánico, el personal del ICA colocó la columna, rompiendo una juntura. Cuando intentaron colocarla de lado, el líquido fermentado se desprendió y salió por el extremo de la torre. Los periódicos difundieron este accidente, llamando la atención sobre Chadwick como una emocionante artista inconformista.

### Effluvia (1994)

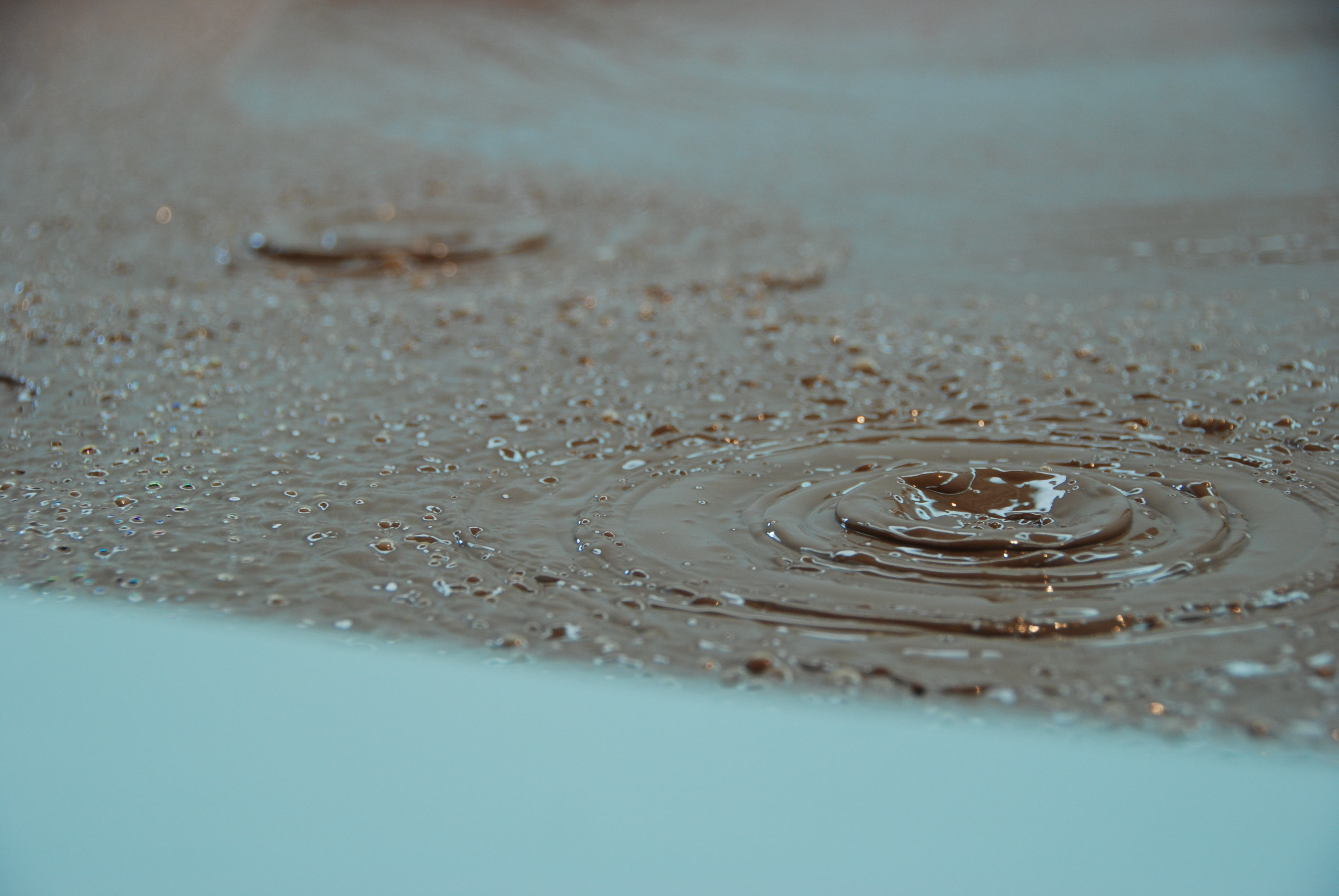
Cacao, Helen Chadwick

Effluvia respondía al entorno de parques de la Serpentine. La instalación se creó en forma de jardín, en torno a temas de naturaleza domesticada e indómita con obras como Piss Flowers (1991-92) y una fuente de chocolate fundido titulada Cacao (1994). La exposición también contenía otras obras importantes de Chadwick, como Viral Landscapes, una serie de obras en las que la artista combinaba imágenes de grupos celulares con partes visualmente apropiadas de la costa de Pembrokeshire, en Gales. Estas obras exploran la relación entre el huésped y el virus como metáfora de la que existe entre el individuo y el mundo. En la siguiente sala, Chadwick expuso una selección de sus Meat Lamps (1989-91), imágenes Polaroid de gran formato de trozos de carne, bombillas, cortinas y otros materiales viscerales que se exponían en cajas de luz, a menudo con un aura de luz derramada a su alrededor. Chadwick se propuso deconstruir la oposición binaria reduciendo la obra a presentar la carne como carne. La exposición también incluía nuevas obras, Glossolalia (1993) y I Thee Wed (1993), que consistían en lenguas de cordero fundidas en bronce, pieles de zorro y verduras rodeadas de anillos de piel.
Junto con Piss Flowers, la obra Cacao fue la que más llamó la atención. La obra es una fuente de chocolate líquido cuyo olor impregna la galería, la forma evoca tanto el falo como la flor. Las asociaciones con la tierra, la mierda y la "materia básica" son perturbadoras y, al mismo tiempo, liberadoras, y hablan de los placeres del exceso y del sujeto como un ser deseante. Cuando le preguntaron por la razón por la que había realizado esta obra, Chadwick explicó que "mi libido lo exigía", describiéndola como "un charco o materia primigenia, sexualmente indeterminada, en un estado perpetuo de flujo". En las paredes que rodeaban a Cacao se encontraban las Wreaths of Pleasure (1992-93) de Chadwick, una serie de fotografías luminosas circulares enmarcadas en metal esmaltado que tienen más de un metro de circunferencia. Combinando delicadas suspensiones de flores y frutas en líquidos domésticos como la leche, la obra alude a la fluidez de los límites. La artista desafía las nociones de una subjetividad estable y centrada, sugiriendo una constante permeabilidad del yo.

## Legado
Chadwick murió repentinamente a los 42 años de un ataque al corazón en 1996. Aunque no dieron ninguna prueba, los patólogos sugirieron una relación entre su infarto y una infección vírica que le causó una miocarditis, una inflamación del músculo cardíaco que podría haberse desencadenado en cualquier momento entre los últimos años de su vida y las últimas semanas.
En 2004-2005 una retrospective del trabajo de Chadwick organizada por la Barbican Art Gallery recorrió cuatro grandes galerías. Estas incluían, además de la Barbican Art Gallery (Londres, Reino Unido), la Liljevalch Konsthall (Estocolmo, Suiza), Kunstmuseet Trapholt (Kolding, Dinamarca) y la Manchester Art Gallery (Manchester, Reino Unido). En el prefacio del catálogo catálogo, Marina Warner afirma que tras la conmoción que supuso la muerte de Chadwick, se necesitó algún tiempo "para que volviera el interés y se comprendiera el desarrollo de su obra critica y su lugar en el arte contemporáneo."
El impacto de Chadwick en la escena artística británica como artista y profesora ayudó a allanar el camino a la generación de Jóvenes Artistas Británicos (YBA). Su uso ampliado de los materiales puede verse reflejado en la obra de muchos de estos artistas. Sin el Cacao de Chadwick, por ejemplo, es imposible imaginar las instalaciones de chocolate y flores de Anya Gallacio. Desde la retrospectiva organizada por el Barbican, se está empezando a comprender la magnitud de su contribución al arte británico contemporáneo. La galería Richard Saltoun en Londres, que representa a Helen Chadwick, ha seguido  exponiendo la obra de la artista. Works From The Estate (2013) marcó el que habría sido el sexagésimo cumpleaños de la artista, mostrando alguna de las obras más famosas de Chadwick. Al año siguiente, Bad Blooms (2014) expuso Chadwick Wreaths of Pleasure (1992-93).
Ocho de los cuadernos de  Chadwick, en los que revela sus ideas y su práctica  critica a través de la realización de varias de sus obras, están disponibles en línea a en The Leeds Museums & Galleries y el  Henry Moore Institute Archive.